# Einwohnerentwicklung von Hof (Saale)
Dieser Artikel stellt die Einwohnerentwicklung von Hof dar.
Am 31. Dezember 2023 betrug die Einwohnerzahl 46.963 nach Fortschreibung des Bayerischen Landesamts für Statistik.
Laut dem Einwohnermeldeamt lebten zum 1. Januar 2025 48.768 Menschen in Hof, mit Nebenwohnsitzen lag die Einwohnerzahl bei 52.006. Hof ist nach Bamberg und Bayreuth die drittgrößte Stadt in Oberfranken.

## Einwohnerentwicklung

Einwohnerentwicklung von Hof (Saale) von 1818 bis 2018 nach nebenstehender Tabelle

Die Einwohnerzahl der Stadt Hof blieb über die Jahrhunderte relativ konstant. Im Mittelalter und in der Folgezeit war die Stadt vergleichsweise groß, es wurde eines der ersten Gymnasien im deutschsprachigen Raum eröffnet. Erst im Biedermeier konnte die Stadt wieder leicht wachsen, in der Industrialisierung dehnte sich die Stadt dann schnell aus, die Einwohnerzahl wuchs zwischen 1840 und 1945 um über 47.000 Einwohner. Viele Arbeiter zog es vom umliegenden Land in die Stadt, andere kamen von weither, um Arbeit zu finden. 1950 erreichte die Bevölkerung dann ihren Höchststand mit fast 64.000 Menschen. Damit war Hof die achtgrößte Stadt in Bayern, und nach Bamberg die zweitgrößte in Oberfranken. Die Folgejahre waren in ganz Oberfranken gekennzeichnet von Abwanderung, gerade in Bamberg und Hof. Der Fall der Mauer hielt dies kurz auf, weil DDR-Bürger in Hof blieben. Jedoch schrumpfte die Stadt danach weiter. 2011 kam eine Trendwende, erstmals zogen wieder mehr Menschen nach Hof, als wegzogen. Die Geburtenzahl stieg im Jahr 2017 um 23 % zum Vorjahr, womit Hof den größten Anstieg von Geburten in Oberfranken hatte. Bis 2018 wuchs die Stadt wieder auf über 47.000 Einwohner an. 2019 wies Hof erstmals seit 25 Jahren wieder ein Neubaugebiet aus. Nach einem leichten Rückgang der Einwohnerzahl wuchs die Stadt im Jahr 2022 um über 1.500 Einwohner auf 46.656. Laut dem Landesamt für Statistik wurde im April 2024 mit 47.201 Einwohnern ein Höchststand erreicht.
Die Umlandgemeinden Hofs haben bereits seit dem Zweiten Weltkrieg eine Speckgürtelfunktion für die Stadt, so konnten etwa auch Oberkotzau und Döhlau in den letzten Jahren ihre Einwohnerzahl stabil halten.
| Jahr  | Einwohner (Landesamt) | Einwohner (Bürgeramt) |
| ----- | --------------------- | --------------------- |
| 1818: | 4.667                 |                       |
| 1840: | 7.985                 |                       |
| 1880: | 21.000                |                       |
| 1900: | 32.781                |                       |
| 1920: | 40.785                |                       |
| 1939: | 44.878                |                       |
| 1945: | 55.405                |                       |
| 1950: | 63.871                | 61.033                |
| 1955: | 58.005                |                       |
| 1960: | 58.595                | 57.414                |

| Jahr  | Einwohner (Landesamt) | Einwohner (Bürgeramt) |
| ----- | --------------------- | --------------------- |
| 1961: | 57.129                |                       |
| 1965: | 55.810                |                       |
| 1970: | 54.454                | 54.515                |
| 1975: | 54.644                |                       |
| 1980: | 53.180                | 53.488                |
| 1985: | 51.035                |                       |
| 1988: | 50.938                |                       |
| 1989: | 52.319                | 52.713                |
| 1990: | 52.913                | 53.373                |
| 1995: | 52.590                | 52.531                |

| Jahr  | Einwohner (Landesamt) | Einwohner (Bürgeramt) |
| ----- | --------------------- | --------------------- |
| 2000: | 50.741                | 50.704                |
| 2004: | 49.163                | 49.154                |
| 2006: | 48.124                | 48.191                |
| 2008: | 47.334                | 46.997                |
| 2010: | 46.286                | 46.039                |
| 2011: | 45.943                | 45.635                |
| 2012: | 44.461                | 45.660                |
| 2013: | 44.522                | 45.562                |
| 2014: | 44.325                |                       |
| 2015: | 44.660                |                       |

| Jahr  | Einwohner (Landesamt) | Einwohner (Bürgeramt) |
| ----- | --------------------- | --------------------- |
| 2016: | 45.183                |                       |
| 2017: | 45.950                | 47.272                |
| 2018: | 45.930                | 47.296                |
| 2019: | 45.825                |                       |
| 2020: | 45.173                | 46.692                |
| 2021: | 45.125                | 46.574                |
| 2022: | 46.656                |                       |
| 2023: | 46.963                | 48.101                |
| 2024: |                       | 48.637                |
| 2025: |                       | 48.768                |

## Bevölkerungsprognose

### Prognose der Bertelsmann-Stiftung
In ihrem „Wegweiser Kommune“ prognostiziert die Bertelsmann-Stiftung für Hof im Zeitraum zwischen 2020 und 2040 einen Bevölkerungsanstieg von 4,65 % um 2.100 Personen.
| Datum             | Einwohner |
| ----------------- | --------- |
| 31. Dezember 2020 | 45.170    |
| 31. Dezember 2025 | 46.810    |
| 31. Dezember 2030 | 47.240    |
| 31. Dezember 2035 | 47.290    |
| 31. Dezember 2040 | 47.270    |

Quelle: Bertelsmann-Stiftung

### Prognose des Statistischen Landesamts
Nach der Volkszählung in der Europäischen Union 2011 betrug am 9. Mai 2011 die Einwohnerzahl der Stadt Hof 44.759 Bürger. Die behördliche Prognose vom Dezember 2016 für die Zeit bis 2036 geht von einem Rückgang der Einwohner um 10,4 % auf etwa 40.500 Personen aus. Die Bevölkerungsvorausberechnung aus dem Jahr 2024 prognostiziert bis 2042 einen geringeren Rückgang der Einwohner um 1,9 % auf etwa 45.800 Personen.
| Datum             | Einwohner |
| ----------------- | --------- |
| 31. Dezember 2016 | 45.200    |
| 31. Dezember 2036 | 40.500    |

| Datum             | Einwohner |
| ----------------- | --------- |
| 31. Dezember 2022 | 46.700    |
| 31. Dezember 2042 | 45.800    |

## Einwohnerentwicklung im Ballungsraum
Im Landesentwicklungsprogramm ist Hof zusammen mit den Nachbargemeinden Oberkotzau und Döhlau als Ländlicher Raum mit Verdichtungsansätzen mit einer Fläche von 94,78 km² ausgezeichnet.
| Jahr | Einwohner | Bevölkerungsdichte |
| ---- | --------- | ------------------ |
| 2010 | 55.858    | 589,34             |
| 2012 | 53.963    | 569,35             |
| 2014 | 53.691    | 566,48             |
| 2016 | 54.391    | 573,87             |
| 2018 | 55.143    | 581,80             |
| 2020 | 54.372    | 573,67             |
| 2022 | 55.821    | 588,95             |

## Einwohner in den statistischen Kategorien
Die Einwohnerzahlen in den statistischen Kategorien.
| Jahr | Mitte  | Ost    | Süd    | West   | Nord  | Gesamt |
| ---- | ------ | ------ | ------ | ------ | ----- | ------ |
| 1989 | 11.158 | 10.689 | 13.837 | 11.261 | 5.724 | 52.669 |
| 1999 | 9.384  | 10.951 | 13.259 | 11.433 | 5.957 | 50.984 |
| 2006 | 8.466  | 10.458 | 12.474 | 10.400 | 5.475 | 48.985 |

## Altersstruktur

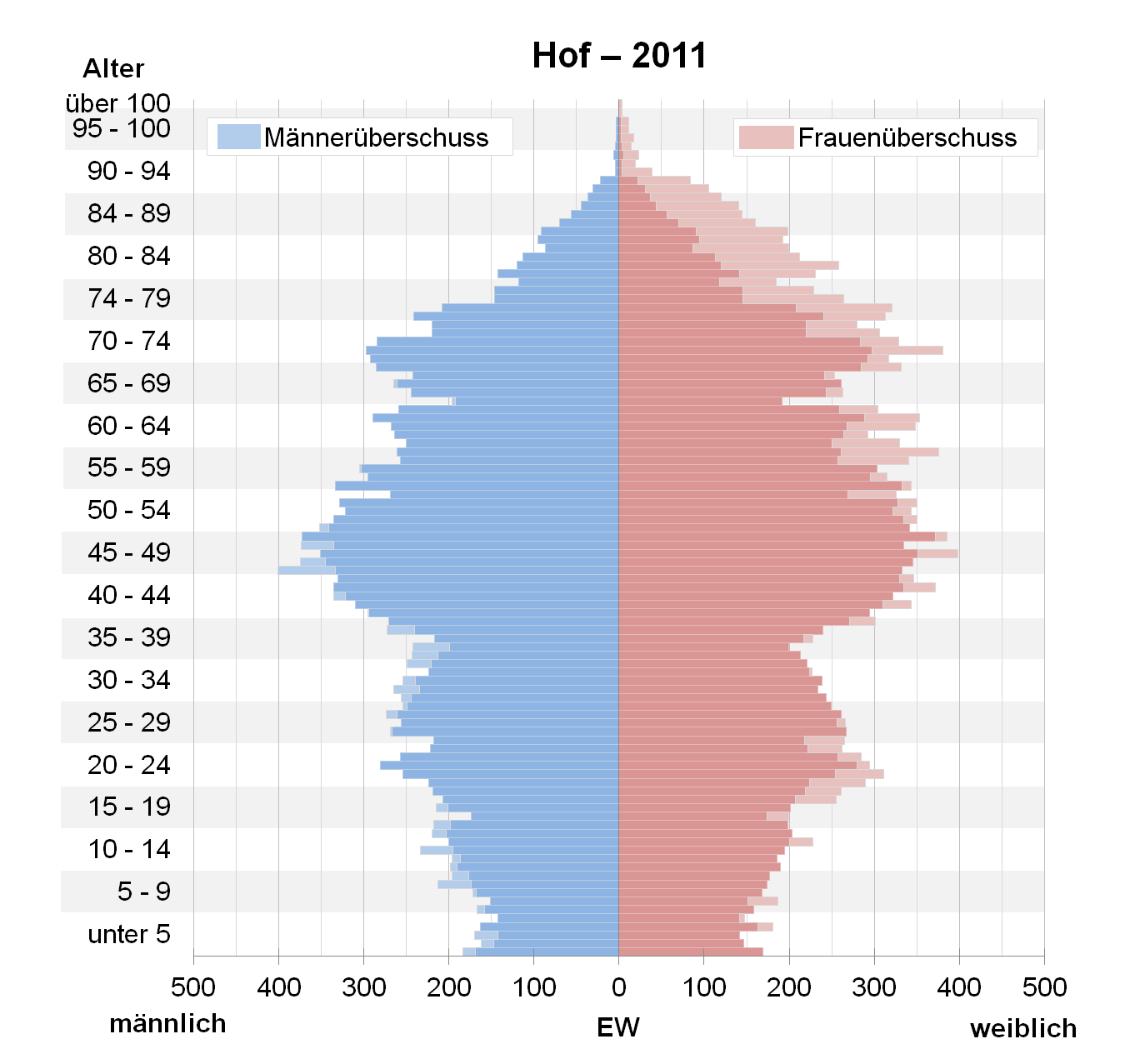
Bevölkerungspyramide für Hof (Datenquelle: Zensus 2011.)

Die Einwohnerzahlen beziehen sich auf den 31. Dezember 2013 (45.562 Hauptwohnsitze)
| Alter von – bis | Einwohnerzahl |
| --------------- | ------------- |
| 0 – 5           | 2.077         |
| 6 – 15          | 3.750         |
| 16 – 18         | 1.327         |
| 19 – 24         | 3.224         |
| 25 – 39         | 7.640         |
| 40 – 59         | 13.563        |
| 60 – 74         | 8.505         |
| über 75         | 5.476         |

## Religionszugehörigkeit
| Jahr | Evangelisch | Anteil | Katholisch | Anteil | Sonstige | Anteil |
| ---- | ----------- | ------ | ---------- | ------ | -------- | ------ |
| 2006 | 26.228      | 55 %   | 9.509      | 20 %   | 12.387   | 26 %   |
| 2013 | 22.916      | 50 %   | 8.469      | 19 %   | 14.177   | 31 %   |

## Ausländische Bevölkerung
| Rang | Staat    | Bevölkerung am 31. Dezember 2013 | Rang | Staat        | Bevölkerung am 31. Dezember 2006 |
| ---- | -------- | -------------------------------- | ---- | ------------ | -------------------------------- |
| 1.   | Türkei   | 1.772                            | 1.   | Türkei       | 2.249                            |
| 2.   | Rumänien | 322                              | 2.   | Ukraine      | 361                              |
| 3.   | Ukraine  | 262                              | 3.   | Italien      | 210                              |
| 4.   | Polen    | 221                              | 4.   | Griechenland | 201                              |
| 5.   | Italien  | 210                              | 5.   | Polen        | 193                              |